# 康瑟爾鎮區 (阿肯色州李縣)
康瑟爾鎮區（英語：Council Township）是位於美國阿肯色州李縣的一個行政鎮區。

## 地方資料
康瑟爾鎮區的面積為108.32平方千米，當中陸地面積為96.01平方千米，而水域面積為12.31平方千米。根據2010年美國人口普查的數據，當地共有人口27人，而人口密度為每平方千米0.25人。